# Magay Klementina
Magay Klementina (1949 –) magyar énekesnő. Egyik legnagyobb slágere a Nevető almák (1968), melyet a köztudat csak "Almát eszem"-ként ismer. Fellépett többek között az Atlas, a Pannónia, a Scampolo, a Metro, és az Omega együttessel is.

## Családja
Zenei tehetségét apai vonalon nagyapjától örökölte, akinek szalonzenekara is volt. Apai ági felmenői Franciaországból származtak, eredeti nevük Molter volt, amit azt követően magyarosították Magayra, miután Erdélybe települtek. A család egyik tagja – a nagyapa Károly nevű testvére – neves regényíró volt, s neki köszönhetően a korabeli irodalmi élet szereplőinek színe-java megfordult marosvásárhelyi otthonukban. A nagyapa később Erdélyből Pécsre költözött, ahol sikeres textilkereskedő lett, a város főterén nyitott üzlete népszerű volt a vásárlók körében, nem ritkán az utcán állt a sor vége.
A családfőnek három fia született, akik közül a középső lett az énekesnő édesapja. Felesége – Klementina édesanyja – német származású volt, egy műanyaghegesztő üzemben dolgozott, ahol esőkabátokat, gumipelenkát, pénztárcákat gyártottak. Amikor azonban híre ment az asszony munkahelyén, hogy családjának a Palotanegyedben van szép lakása, a főnöke többé nem adott neki munkát, mondván: éljen meg a szép lakásából. Az anya így sem lett munkakerülő, férje segítsége révén, akivel ugyan akkor már nem élt együtt, de nem is váltak el. A család egyébként nem volt a korabeli rezsim kegyeltje és ők sem szimpatizáltak a rendszerrel; az apának erre nyomós oka is volt, hiszen 47 hónapot töltött szovjet fogságban.

## Zenei karrierje
Az általános iskola 4. osztályában kezdett el zongoraórákat venni, apai nagyanyja vett neki egy pianínót is. Akkoriban a Múzeumkerttel szemben laktak, ami közel volt a Magyar Rádióhoz, és az ott dolgozó, a házukban lakó titkárnő beajánlotta a rádió gyermekkórusába, mert hallotta otthon énekelni. A felvételi vizsgára Klementina nővére egyik kinőtt ruhájában ment el, apja kíséretében. A felvételi sikerült, mert felvették a kórusba. Kötelező volt hangszert is választani, így a zongorát választotta, melyen Czigány György tanította játszani. A gyakorlás nem volt az erőssége, viszont megtanult kottát olvasni, majd szolfézsra is járt, mely nagy zenei ismeretet adott neki.
Hatodik osztályos korában kilencven gyerek közül válogatták ki hármójukat az első Intervíziós fellépésre (a kiválasztottak közé került még Kincses Veronika, aki egy osztállyal feljebb járt, valamint egy Kuzmann Alíz nevű lány). A fellépésre egy kölcsönzött ruhában ment el, amit az egyik osztálytársnőjétől kapott kölcsön, akinek az édesapja külföldön dolgozott és sok szép ruhát hozott neki.
Középiskolás korában a Budapest leánykórus elnevezésű formációval lépett fel, mely azért jött létre, mert a gyermekkórusból "kiöregedett", ám az énekléshez továbbra is kedvet érző tagokat szerette volna egyben tartani Csányi László és felesége, Botka Valéria. Az idők folyamán aztán a szólókarrier építése miatt kilépett közülük.
Édesapja szerette volna, ha Klementina is a textilkereskedelem területén helyezkedik el; be is iratkozott a Lengyel Gyula Közgazdasági Technikumba, ahol viszont megint „utolérte a végzete”, mert a kórusvezető tanár szervezett egy öttagú énekegyüttest Rózsa Vokál néven. Az együttes a Budai Ifjúsági Parkban is sikereket ért el, nyaranta pedig építőtáborokban adtak koncerteket, hogy szórakoztassák a vakációzó diákokat. Alapvetően az akkor futó nagy nyugati slágereket adták elő. Ez alól kivételt képzett a Rohan az idő című dal, melyet eredetileg Koncz Zsuzsa adott elő. A Rózsa Vokál pedig ezt a dalt több szólamban vitte színre. A csapatot egy zenekar is kísérte, és Csepelen gyakoroltak, de volt olyan is, hogy a csillagtelepi művelődési házban az Illés-együttessel együtt léptek fel 1965-ben, amikor ők még nem voltak befutott zenekar.
Egy szavalóversenyen ismerkedett meg egy Huszár Erika nevű lánnyal, aki ott a második helyezést érte el, és egy vázát kapott ajándékba, amit átmenetileg ott hagyott megőrzésre az énekesnőnél, azonban egy darabig nem jelentkezett érte. Amikor mégis elment a vázáért és beszélgetésbe kezdtek, arra jutottak, hogy szükségük lenne egy profi zenekarra, így jutottak el az Atlas együtteshez, melynek tagjai örömmel fogadták a jelentkezésüket. Ugyanebben az időben Szalkai Sándor filmrendező szakos hallgató is látott az énekesnőben fantáziát, akit Huszár Erikán keresztül ismert meg Magay, és udvarolt is neki. Nem volt elegendő a szimpátia, kellett a kisugárzás is, így elintézte, hogy pár újságban címlapra kerüljön, és néhány dalt is írt neki.
Hamarosan népszerű lett mint táncdalénekesnő is. Alig volt 17 éves, amikor az Atlasz együttessel fellépett az első magyar pol-beat fesztiválon. Itt a Szalkai által írt, és nagy port kavart "Kettő, egy, fél" című dalt adták elő, mely egy politikailag is megkérdőjelezhető dal volt. A dal zenéjét Flamm Ferenc, az Atlas énekese szerezte. A dal egy vietnámi lány és egy magyar fiú szerelméről szól, valamint az ottani háború miatti búcsúzkodásról. A dal a 2. helyezést érte el, Máté Péter Sakktábla lett a világ című dala mögött. Ezen a fesztiválon játszotta az Atlantisz a Ki ölte meg Kennedyt? című dalt is, de itt lett ismert Vámos Miklós és zenekara, illetve Dinnyés József is. Az Atlas-szal együtt a fesztivál egyik díjazottjaként részt vehetett Szocsiban a nemzetközi pol-beat fesztiválon, és a DIVSZ különdíjasaként meghívták őket a IX. Világifjúsági Találkozóra (Szófia, 1968) is.
A fesztiválra Máté Péterrel együtt jutott ki, és ott már nem volt megkötés, hogy pol-beates dalokat kell előadni, csak a színvonal számított. A fesztivál nem korlátozódott Szocsira, innét egy moszkvai turnéra indultak, ahol a fesztivál nyitóestélyén, egy kultúrházban barátságot kötött Gagarinnal.
Tizenévesként elért sikereit később, nagy számú hangfelvétele ellenére sem tudta megismételni. Ettől függetlenül a hazai könnyűzenei műfajon belül a legtöbb stílusban kipróbálta magát: lépett fel éjszakai revüszínpadokon, külföldi vendéglátóipari turnékon és vidéki haknikon egyaránt, a rendszerváltás után pedig hosszabb időre a népdal- és nótaéneklésre nyergelt át. Egy időben a színházi életben is kapott kisebb-nagyobb közreműködési lehetőségeket.

## Magánélete
Házastársa Bene Győző volt, az 1968-as Ki mit tud? egyik győztese. Később elváltak.

## Legnépszerűbb felvételei
- Nevető almák
- Nem nagy dolog
- Elmúlt már az első szerelem
- Egy láda arany
- Zsákutca
- Örülj, hogy melletted vagyok én